# Bacwinniewa
Bacwinniewa (biał. Бацвіннева; ros. Ботвиньево, Botwinjewo) – wieś na Białorusi, w obwodzie mohylewskim, w rejonie horeckim, w sielsowiecie Lenino. W 2009 roku liczyła 14 mieszkańców.